# 올레흐 랴슈코의 급진당
올레흐 랴슈코의 급진당(우크라이나어: Радикальна партія Олега Ляшка)은 2010년 9월에 창당한 우크라이나의 정당이다.

## 역사
2010년 8월 18일에 미콜라이우에서 우크라이나 급진민주당(우크라이나어: Українська демократично-радикальна партія)이라는 이름으로 창당했으며 2010년 9월 28일에 우크라이나 법무부에 정당으로 등록되었다. 2011년 8월 8일에는 올레흐 랴슈코가 급진당 대표로 취임하면서 정당 이름도 올레흐 랴슈코의 급진당으로 바뀌게 된다.
2012년 우크라이나 총선에서는 득표율 1.08%를 기록하면서 최고 라다 전체 450석 가운데 1석을 획득했는데 랴슈코는 체르니히우주 지역구에서 당선되었다. 2014년 우크라이나 총선에서는 득표율 7.45%를 기록하면서 최고 라다 전체 450석 가운데 22석을 획득하는 성과를 기록했다.

## 이념
급진당은 대중주의와 격투적인 행동으로 유명한 랴슈코의 정책을 기반으로 한다. 경제 분야에서는 급여 축소, 농지 판매 금지, 불법 토지 시장 폐쇄, 보건 예산 지출의 10배 증가와 같이 좌파 성향을 띤 정책을 내걸고 있다.
급진당은 쇠스랑을 이용하여 나라를 깨끗하게 만들겠다는 공약을 내걸고 있다. 특히 올리가르히가 제조한 제품에 대해서는 세금을 인상하고 위기세를 신설하는 방안을 제안했다. 급진당은 우크라이나가 핵무기를 다시 보유해아 한다고 주장, 돈바스 전쟁을 무력으로 종식시키는 주장을 지지하고 있다.

## 선거

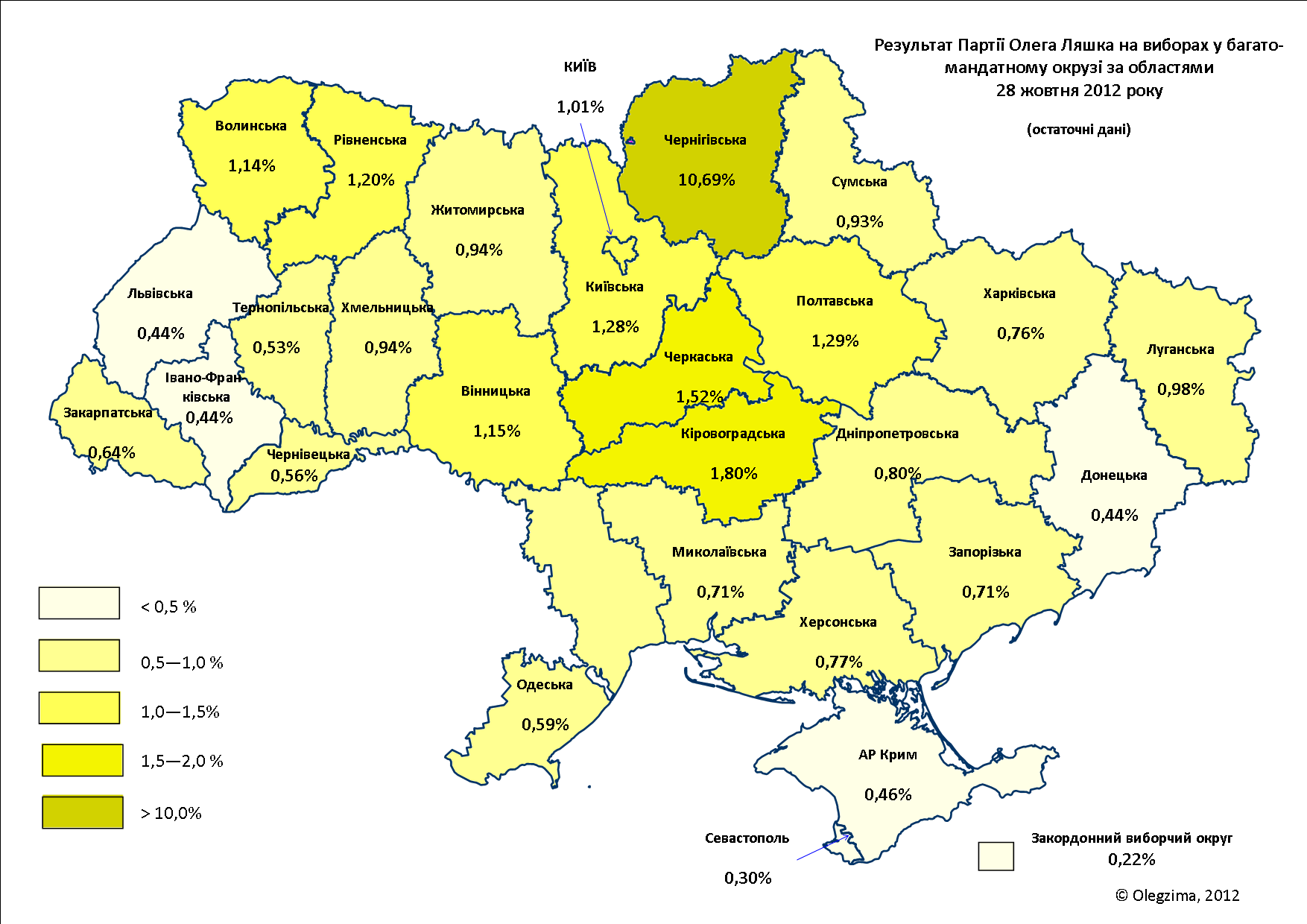
2012년 총선의 주별 결과 모습.

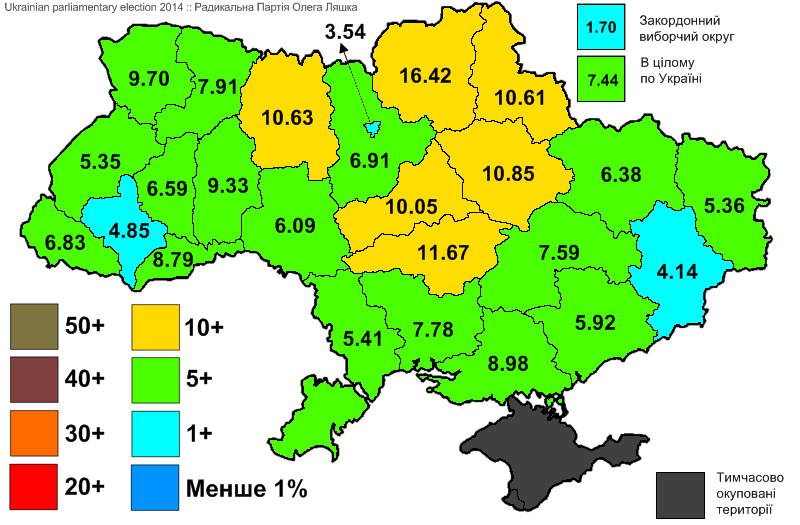
2014년 총선의 주별 결과 모습.

### 총선
| 연도   | 득표        | 득표율 | 획득 의석 | 의석 변화 | 여야 구분                        |
| ------ | ----------- | ------ | --------- | --------- | -------------------------------- |
| 2012년 | 221,136표   | 1.08%  | 1 / 450   | 1         | 야당                             |
| 2014년 | 1,171,697표 | 7.45%  | 22 / 450  | 21        | 연립여당 (-2015), 야당 (2015−19) |
| 2019년 | 586,294표   | 4.01%  | 0 / 450   | 22        | 원외 야당                        |

### 대선
| 선거년도 | 후보          | 1차 투표 득표 | 1차 투표 득표율 | 2차 투표 득표 | 2차 투표 득표율 |
| -------- | ------------- | ------------- | --------------- | ------------- | --------------- |
| 2014년   | 올레흐 랴슈코 | 1,500,377표   | 8.32%           |               |                 |
| 2019년   | 올레흐 랴슈코 | 1,036,003표   | 5.48%           |               |                 |